# Green Line

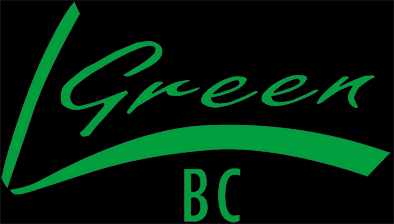
Green Line par Buffet Crampon.

Pour les articles homonymes, voir Green Line (homonymie) et Ligne verte.
Green Line est une marque internationale déposée depuis 1994 par  Buffet Crampon selon une invention de Pierre Laurence. Elle désigne une gamme d'instruments réalisés à partir d'un matériau composite fait d'ébène du Mozambique reconstitué (Dalbergia melanoxylon) appelé aussi grenadille issu du bois recyclé de la production des clarinettes Buffet Crampon.
Il permet de conserver 100 % des propriétés acoustiques des instruments de musique traditionnels avec l'assurance d'une fiabilité et d'une longévité incontestable puisqu'il ne peut pas se fendre par choc climatique, véritable facteur d'angoisse chez les clarinettistes et les hautboïstes. Il confère à la perce de l'instrument une constance dimensionnelle insensible à l'épreuve du temps[réf. nécessaire]